# Smashes, Thrashes and Hits
Smashes, Thrashes & Hits – trzeci album kompilacyjny amerykańskiej grupy rockowej KISS wydany w listopadzie 1988 roku.

## Utwory

### wersja amerykańska
1. „Let's Put the X in Sex" (Paul Stanley, Desmond Child) – 3:48
2. „(You Make Me) Rock Hard" (Stanley, Child, Diane Warren) 3:26
3. „Love Gun (Remix)" (Stanley) 3:31
4. „Detroit Rock City (Remix)" (Stanley, Bob Ezrin) 3:45
5. „I Love It Loud (Remix)" (Vinnie Vincent, Gene Simmons) – 2:44
6. „Deuce (Remix)" (Simmons) – 3:20
7. „Lick It Up" (Vincent, Stanley) – 3:53
8. „Heaven’s on Fire" (Stanley, Child) – 3:19
9. „Calling Dr. Love (Remix)" (Simmons) – 3:38
10. „Strutter (Remix)" (Stanley, Simmons) – 3:38
11. „Beth" (Peter Criss, Stan Penridge, Ezrin) – 2:46
12. „Tears Are Falling" (Stanley) – 3:54
13. „I Was Made for Lovin’ You" (Stanley, Child, Vini Poncia) – 4:29
14. „Rock and Roll All Nite (Remix)" (Stanley, Simmons) – 2:56
15. „Shout It Out Loud (Remix)" (Stanley, Simmons, Ezrin) – 3:07

### wersja brytyjska
1. „Let's Put the X in Sex" (Stanley, Child) – 3:48
2. „Crazy Crazy Nights" (Stanley, Adam Mitchell) – 3:45
3. „(You Make Me) Rock Hard" (Stanley, Child, Warren) – 3:26
4. „Love Gun (Remix)" (Stanley) – 3:31
5. „Detroit Rock City (Remix)" (Stanley, Ezrin) – 3:45
6. „I Love It Loud (Remix)" (Vincent, Simmons) – 2:44
7. „Reason to Live" (Stanley, Child) – 3:59
8. „Lick It Up" (Vincent, Stanley) – 3:53
9. „Heaven’s on Fire" (Stanley, Child) – 3:19
10. „Calling Dr. Love" (Simmons) – 3:38
11. „Strutter (Remix)" (Stanley, Simmons) – 3:38
12. „Beth" (Criss, Penridge, Ezrin) – 2:46
13. „Tears Are Falling" (Stanley) – 3:54
14. „I Was Made for Lovin’ You" (Stanley, Child, Poncia) – 4:29
15. „Rock and Roll All Nite (Remix)" (Stanley, Simmons) – 2:56
16. „Shout It Out Loud (Remix)" (Stanley, Simmons, Ezrin) – 3:07